# Conferenza delle Chiese europee
La Conferenza delle Chiese europee (CEC), nota anche con la sigla KEK dalla denominazione tedesca Konferenz Europäischer Kirchen, è un'associazione ecumenica tra chiese cristiane d'Europa fondata nel 1959 per promuovere la riconciliazione, il dialogo e l'amicizia tra le varie confessioni. Ne fanno parte la maggior parte delle principali Chiese europee protestanti, ortodosse, anglicane e vetero-cattoliche con l'eccezione della Chiesa cattolica romana. Le chiese rappresentate sono 125.

## Storia e attività
La nascita della Conferenza risale ai tempi della guerra fredda, quando un gruppetto di chiese dell'Europa dell'Est e dell'Ovest cominciarono a concepire il progetto di far dialogare tra loro Chiese di paesi separati da sistemi politici, sociali ed economici molto diversi, con lo scopo di farle diventare strumento di pace e comprensione. 
I primi contatti risalgono alla metà degli anni 50. L'organismo che nacque era una libera associazione di chiese e tenne la sua prima assemblea in Danimarca nel 1959. L'assemblea storicamente più famosa è stata la quarta: per aggirare le difficoltà di ottenimento dei visti per i delegati provenienti dall'Europa dell'Est, gli incontri si tennero su una nave che incrociava sul mar Baltico al di fuori delle acque territoriali. Era il 1964 e il muro di Berlino era stato eretto da tre anni.
Da allora la CEC si è strutturata, ha adottato una costituzione, ed oggi rappresenta 125 tra le più importanti Chiese europee. La chiesa Cattolica non ha aderito, ma dal 1971, dopo le aperture del Vaticano II, collabora stabilmente con un suo organismo (il Consiglio delle conferenze episcopali europee CCEE partecipando al  Comitato congiunto CCEE-KEK, paritetico, che è l'organo più autorevole di collaborazione ecumenica europea ).
Da questo comitato sono nate le più importanti iniziative ecumeniche europee. Ricordiamo:
- L'organizzazione delle tre Assemblee ecumeniche europee (Basilea nel 1989, Graz nel 1997 e Sibiu nel 2007)[4]
- La stesura e l'approvazione (nel 2001) della Charta oecumenica, documento congiunto che detta le linee guida per la crescita della collaborazione tra le Chiese cristiane in Europa[5].

La CEC si riunisce periodicamente in assemblea, con periodicità al momento di 6 anni in vari paesi europei. La più recente si è tenuta a Lione nel 2009. Nei periodi tra un'assemblea e l'altra l'organismo è governato da un comitato centrale che si riunisce annualmente.
La CEC è affiliata al Consiglio ecumenico delle Chiese e la sua segreteria generale ha sede a Ginevra nello stesso palazzo che ospita il Consiglio.
I lavori della CEC sono articolati in tre commissioni:
- La Commissione Chiese in dialogo
- La Commissione Chiesa e società
- La Commissione della Chiese per i migranti in Europa

## Elenco delle assemblee della CEC
- I. 1959 Nyborg, Danimarca: "European Christianity in Today's Secularised World"
- II. 1960 Nyborg, Danimarca: "The Service of the Church in a Changing World"
- III. 1962 Nyborg, Danimarca: "The Church in Europe and the Crisis of Modern Man"
- IV. 1964 Mar Baltico, a bordo della motonave Bornholm: "Living Together as Continents and Generations"
- V. 1967 Pörtschach, Austria: "To Serve and Reconcile: the Task of the European Churches Today"
- VI. 1971 Nyborg, Danimarca: "Servants of God, Servants of Men"
- VII. 1974 Engelberg, Svizzera: "Act on the Message - Unity in Christ and Peace in the World"
- VIII. 1979 La Canea, Creta, Grecia: "Alive to the World in the Power of the Holy Spirit"
- IX. 1986 Stirling, Scozia: "Glory to God and Peace on Earth"
- X. 1992 Praga, allora Cecoslovacchia (ora Repubblica Ceca): "God Unites - in Christ a New Creation"
- XI. 1997 Graz, Austria: "Reconciliation, Gift of God and Source of New Life"
- XII. 2003 Trondheim, Norvegia: "Jesus Christ Heals and Reconciles: Our Witness in Europe"
- XIII. 2009 Lione, Francia: "Called to One Hope in Christ"
- XIV. 2013 Budapest, Ungheria: "And now what are you waiting for?" CEC and its Mission in a Changing Europe
- XV. 2018 Novi Sad, Serbia: "You shall be my witnesses"